# Occlusie (tandheelkunde)
Occlusie is in de tandheelkunde elk contact tussen een of meer elementen van de bovenkaak met een of meer elementen van de onderkaak.
De enige reproduceerbare occlusie is die waarbij het onderkaakkopje (condylus, caput mandibulae) van de onderkaak (mandibula) zo ver mogelijk achterwaarts in het kaakgewricht gelegen is. Dit wordt de RCP (retrusive contact position) genoemd. 
De occlusie waarbij de tanden van boven- en onderkaak maximaal met elkaar in contact komen, wordt MO (maximale occlusie) genoemd. Het overgrote deel van de kaakbewegingen, zoals slikken, spreken en geeuwen, wordt vanuit deze positie geïnitieerd.